# فراطة (نقود)

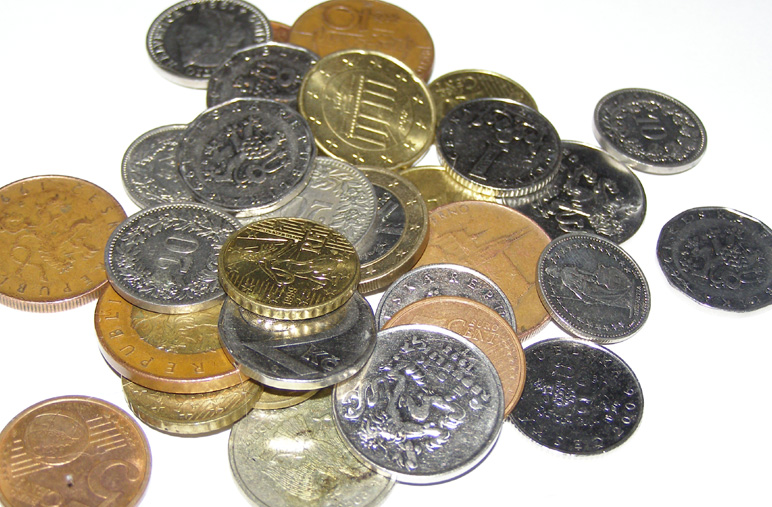
نقود معدنية من مختلف البلدان

الفُراطة أو الفكَّة أو (الخردة في دول الخليج العربي) هو نقد من عملات معدنية ذات قيمة منخفضة. عادةً ما تُفصل الفُراطة عن الأوراق النقدية الموجودة في الجُزدان أو الفضة بوضعها في حجيرة خاصة بها.